# 1779
1779. је била проста година.

## Догађаји

### Мај
- 13. мај — Руски и француски посредници су испреговарали мир из Тешена који је окончао Рат за баварско наслеђе.

### Јун
- 16. јун — Амерички рат за независност: Као подршку Сједињеним Државама, Шпанија објавила рат Енглеској.

### Јул
- 22. јул — Битка код Минисинка: Снаге Џозефа Бранта уништиле Гошен милицију.

### Децембар
- 25. септембар — Џејмс Робертсон основао Форт Нешбороу, који је касније постао Нешвил у Тенесију.